# Aura
Aura — дев'ятий студійний альбом англійської групи Asia, який вийшов 5 червня 2001 року.

## Композиції
1. Awake — 06:08
2. Wherever You Are — 05:14
3. Ready to Go Home — 04:50
4. The Last Time — 04:56
5. Forgive Me — 05:26
6. Kings of the Day — 06:51
7. On the Coldest Day in Hell — 06:25
8. Free — 08:51
9. You're the Stranger — 06:05
10. The Longest Night — 05:28
11. Aura — 04:14

## Склад
- Джефф Даунс[en] — клавішні
- Іан Крічтон — гітара
- Кріс Слейд — ударні, перкусія
- Джон Пейн[en] — вокал, бас-гітара